# Autobahn 501 (Belgien)
Die belgische Autobahn 501, auch auf franz. Autoroute 501 bzw. niederl. Autosnelweg 501 genannt, verbindet auf einer kurzen, sechs Kilometer langen Strecke das Stadtzentrum der belgischen Stadt La Louvière mit den Autobahnen A7 und A15 sowie der N 57.